# Olgierd Radwan
Olgierd Radwan właśc. Olgierd Swadkowski (ur. 22 lutego 1893 w Klimowiczach, zm. 12 grudnia 1962 w Jeleniej Gorze) – polski aktor teatralny i filmowy, urzędnik.

## Życiorys
Kształcił się w Kijowie, gdzie studiował prawo na tamtejszym uniwersytecie oraz uczęszczał do szkoły dramatycznej. W 1915 roku debiutował na scenie kijowskiego Teatru Sołowcewa. Następnie występował w Moskwie (1916) oraz w zespołach na terenie południowej Rosji (1917–1921). Do Polski przybył w 1922 roku. Od 1924 roku występował w zespołach objazdowych, a latach 1932–1937 kierował amatorskim teatrem Placówka w Warszawie.
Podczas II wojny światowej został aresztowany i osadzony na warszawskim Pawiaku. Po zakończeniu walki przeniósł się na Ziemie Odzyskane, gdzie pracował najpierw w wydziale kultury w Wałbrzychu (1945–1947), a następnie jako inspektor terenowy teatrów na Śląsku (1947–1947). Do grania powrócił w 1948 roku – najpierw na deskach Teatru Nowego w Legniczy (sezon 1948/1949), a następnie aż do śmierci w Teatrze Dramatycznym w Jeleniej Górze. 

W 1958 roku wystąpił w filmie "Pigułki dla Aurelii" (reż. Stanisław Lenartowicz).